# Karpfenproduktion

Traditionell bewirtschafteter Karpfenteich im niederösterreichischen Waldviertel

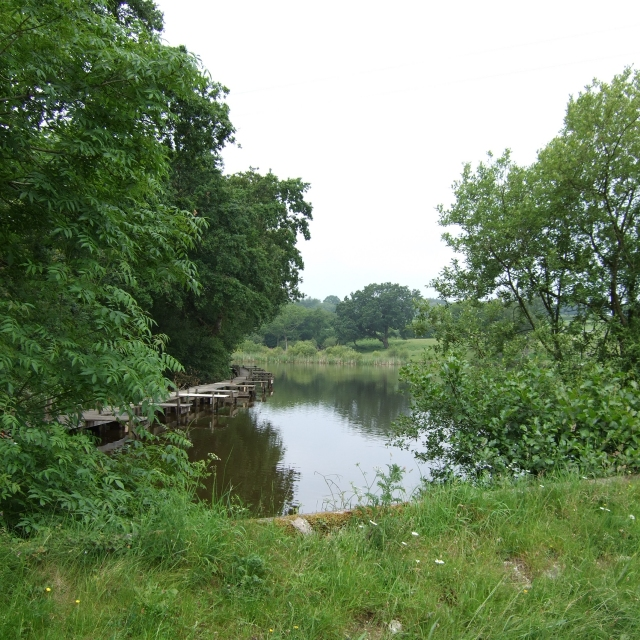
Karpfenteich im Warren Mill Farm Park in Großbritannien

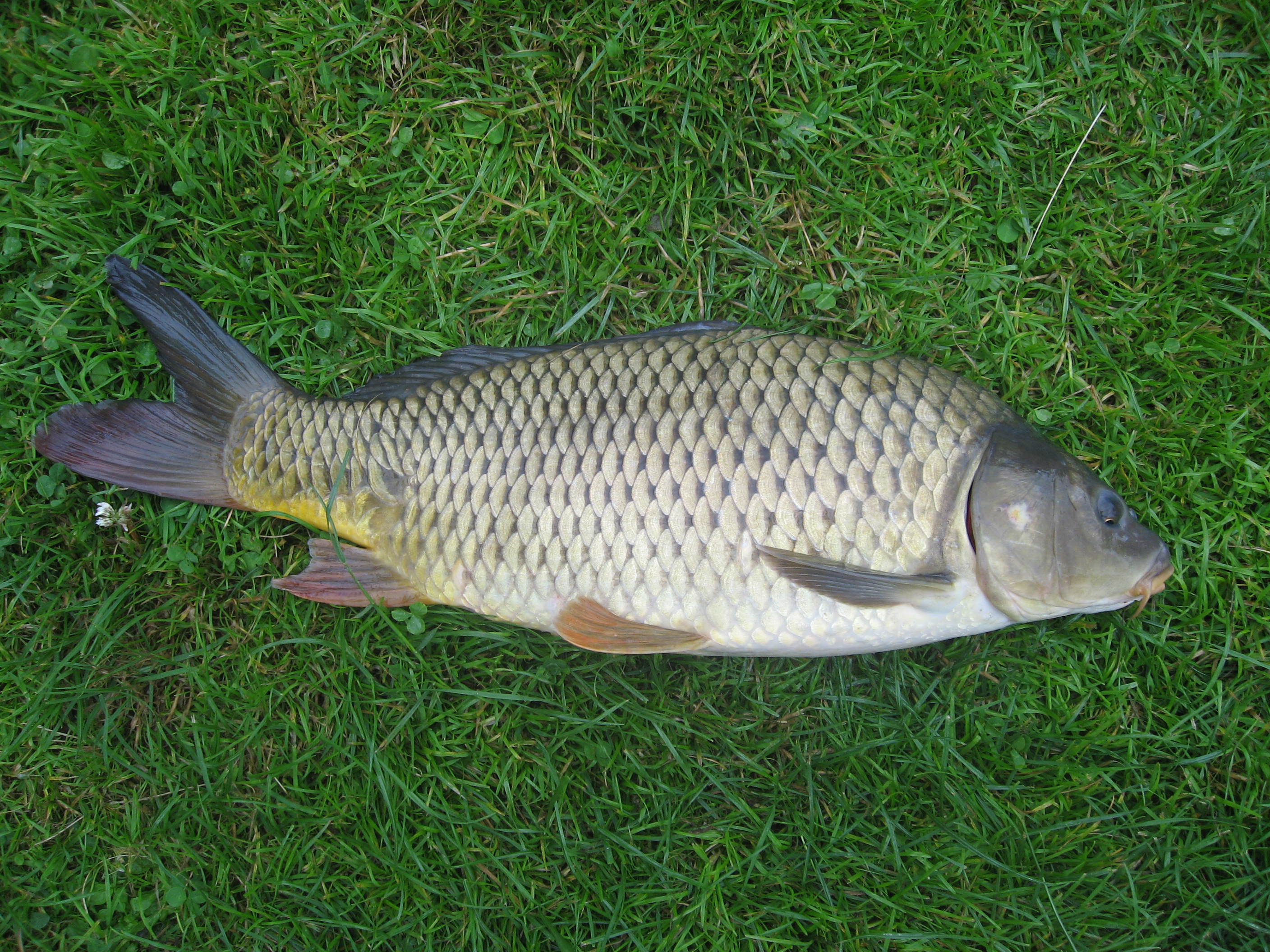
Ein Schuppenkarpfen

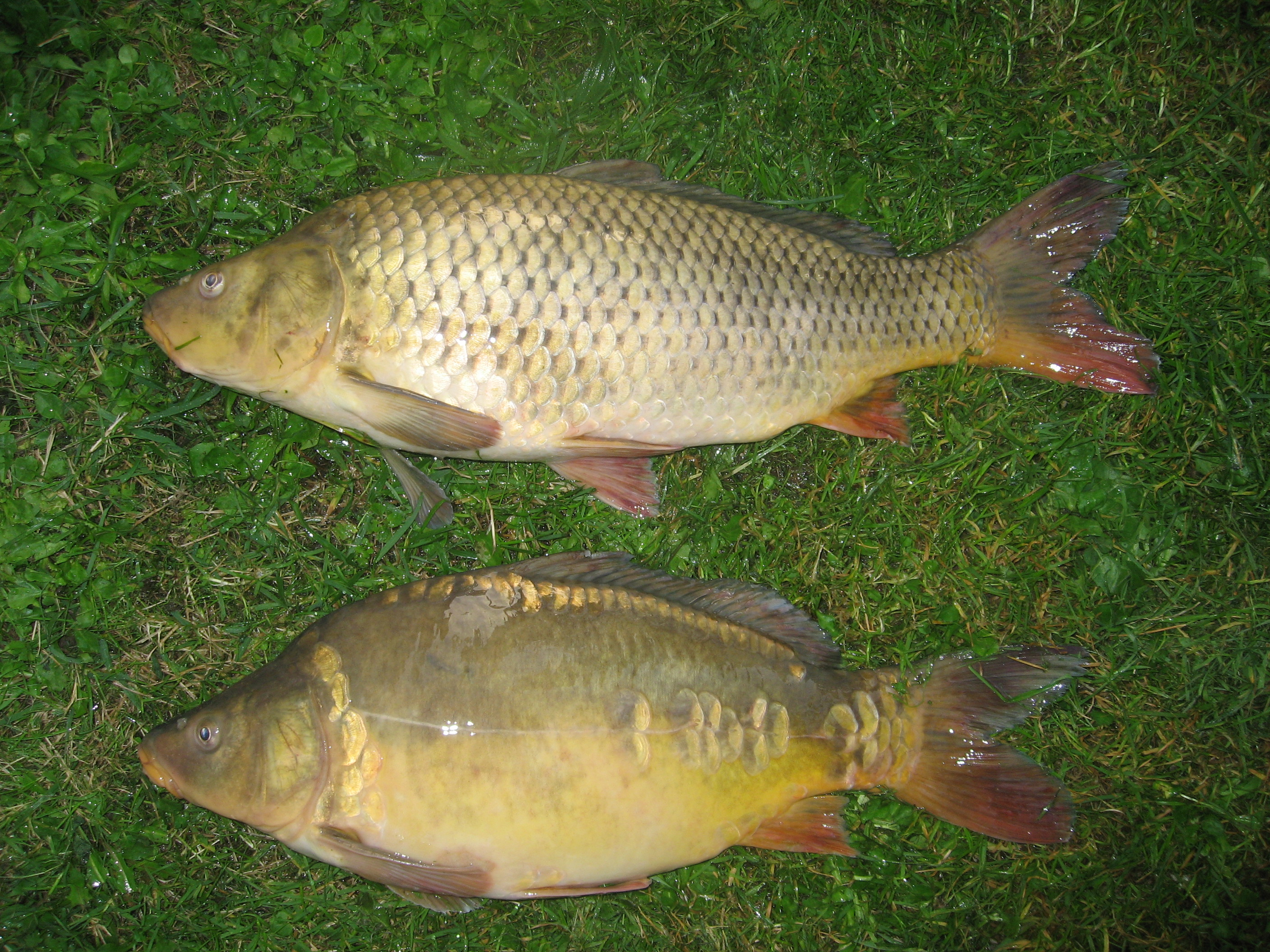
Schuppenkarpfen (oben) und Spiegelkarpfen

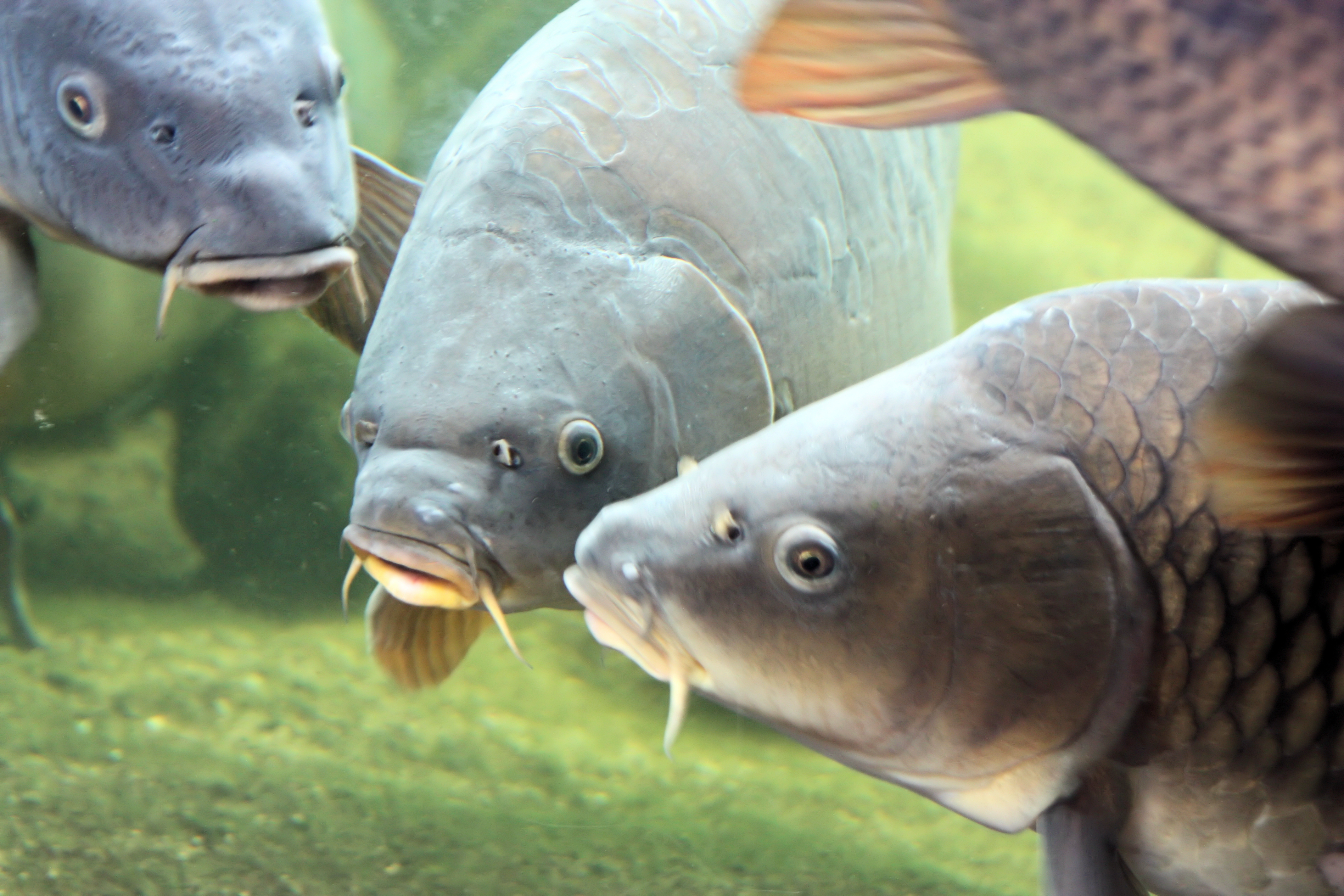
Ansicht der Kopfpartie

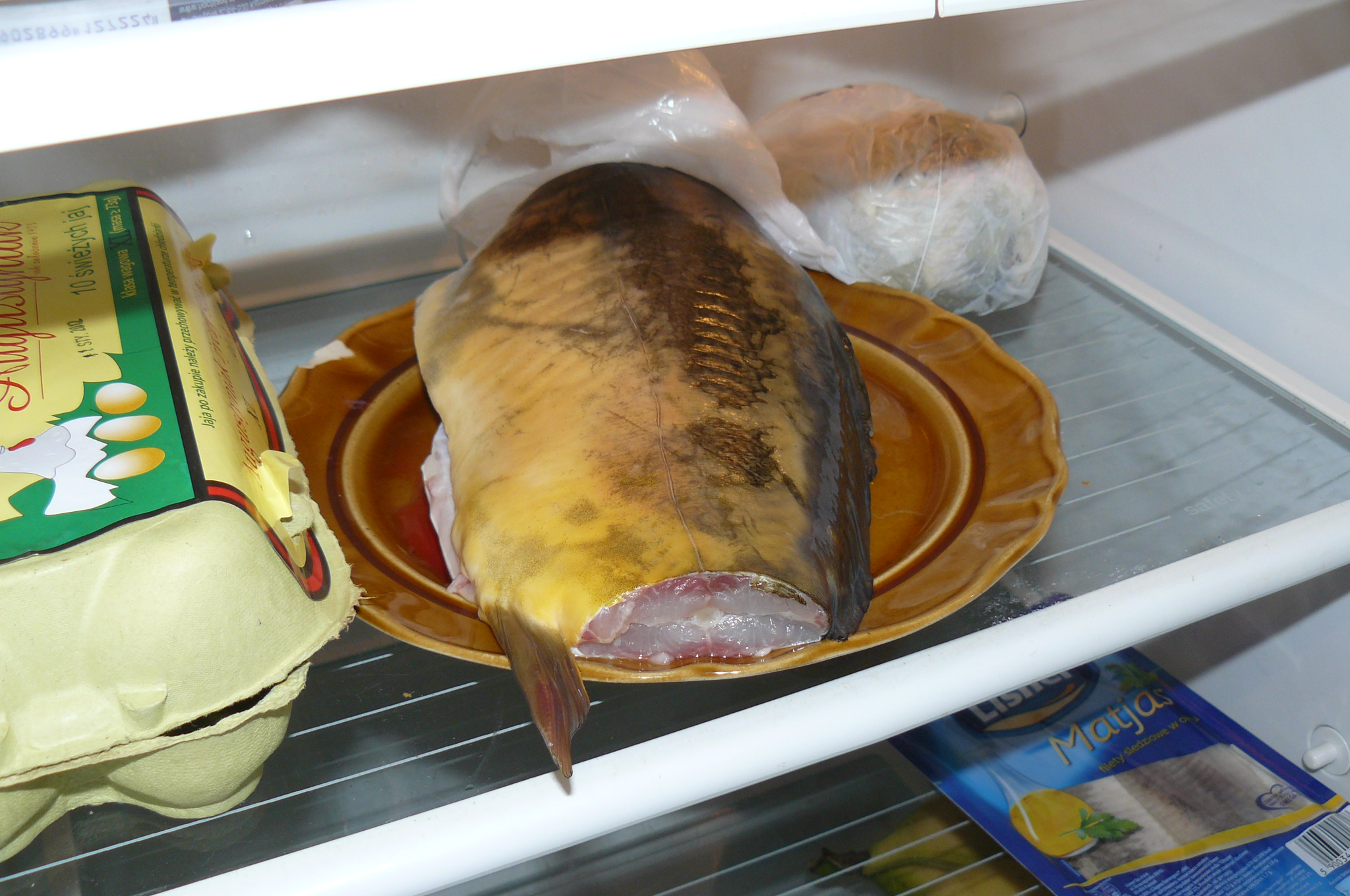
Karpfen als Nahrungsmittel

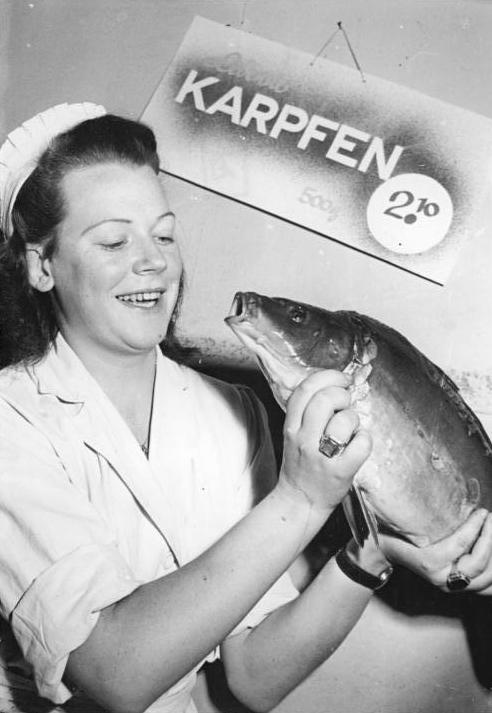
Traditioneller Silvesterkarpfen

Die Karpfenproduktion, die Vermehrung, Haltung und Mast von Cyprinus carpio, gehört neben der Regenbogenforellenproduktion zu den weltweit wichtigsten Zweigen der Aquakultur. In Europa gilt die Oberlausitzer Teichwirtschaft (Landkreis Görlitz) als größter Produktionsstandort.

## Geschichte
Der Karpfen stammt ursprünglich aus Asien beziehungsweise Kleinasien und hat sein Genzentrum von China über Zentralasien bis zum Schwarzen Meer. Heute findet man Wildkarpfen im Schwarzen Meer, Asowschen Meer und in der Kaspischen See. Außerdem in den Unterläufen der Ströme Dnepr, Wolga und Don. Die Fischart verbreitete sich in mehreren Stufen während der Eiszeit bzw. Zwischeneiszeit nach Europa. Für seine Ausbreitung nach Westen waren veränderte klimatische Bedingungen und damit verbunden höhere Wassertemperaturen Voraussetzung. Dabei kann zwischen natürlicher Verbreitung und anthropogener Einschleppung in fremde Gewässer nicht mehr eindeutig unterschieden werden. Die Expansion des Karpfens nahm in Europa ihren Ausgang aus dem Donauraum.
Die Karpfenhaltung begann bereits in der Antike bei den Griechen und Römern und im Jahr 500 v. Chr. in China, wo der Ursprung seiner Domestikation gesehen werden kann. In dieser Zeit wurde der Karpfen zum Haustier beziehungsweise Nutztier. Durch die Teichhaltung der Mönche, die das Karpfenfleisch als Fastenspeise nutzten, dehnte sich das Verbreitungsgebiet im Mittelalter (13. bis 15. Jahrhundert) weiter aus. Man nimmt an, dass es v. a. in Nordbayern eine drei- bis viermal größere Anzahl an Karpfenteichen als heute gegeben hat. Die erste namentliche Erwähnung findet man aus der Zeit Karls des Großen. Auch in anderen Regionen Deutschlands deuten einige Namen noch auf diesen Ursprung hin.
Im klimatisch begünstigten Niederschlesien, der Oberlausitz, Böhmen und Mähren wurden traditionell Karpfen erzeugt. Heute sind die Kerngebiete der Karpfenhaltung im europäischen Raum Russland, Ukraine, Polen, Ungarn, Rumänien, Bulgarien, Schweiz, Spanien, Portugal, Italien, Frankreich, Niederlande, Deutschland und die Türkei. Traditionell konzentrieren sich die Teichwirtschaften im Bereich der Donau, Theiß, Drave und Save in Ungarn und im ehemaligen Jugoslawien.
Im Jahr 1514 führte Leonard Mascal den Karpfen in England ein und von dort aus in die USA (1831), Australien (1876), Kanada (1880), Südafrika (1897), Ägypten (1934) und Indien (1939). Aufgrund der großen Anpassungsfähigkeit dieser Fischart konnte sich die Karpfenzucht weltweit verbreiten.

## Wirtschaftlichkeit
Weltweit werden nach Angaben der FAO 3,47 Millionen Tonnen Karpfenfleisch erzeugt. Damit belegt der Karpfen nach dem Silberkarpfen (Hypophthalmichthys molitrix) mit 3,99 Millionen Tonnen und Graskarpfen (Ctenopharyngodon idella) mit 3,91 Millionen Tonnen die Nummer drei in der globalen Aquakulturstatistik. Die Wachstumsrate in der Karpfenproduktion beträgt jährlich etwa 11 %.
In Asien hat die Züchtung von Cypriniden traditionell die größte Bedeutung. Weltweit größter Karpfenproduzent ist China mit 2,0 Mill. Tonnen, gefolgt von Indien. In neuster Zeit hat sich auch in Israel eine bedeutende Karpfenerzeugung entwickelt. Bedingt durch das Bevölkerungswachstum, die erhöhte Nachfrage nach Fischeiweiß, begrenzt jedoch durch den Wassermangel des Landes, was zu einer hochintensiven Nutzung geführt hat. Israelische Karpfenhalter erwirtschaften einen Flächenertrag von etwa 4.400 Kilogramm/Hektar.
In Europa ist derzeit Polen (Schlesien) mit 60.000 Hektar Teichfläche und einer Jahresproduktion von 20.000 Tonnen führend. Außerdem die Tschechische Republik (Rosenberger Teiche), Belarus, Rumänien und Kroatien. In Holland ist die Karpfenteichwirtschaft wegen starken Kormoranaufkommens nicht mehr möglich. Obwohl auch hier ein Rückgang (in Russland seit 1990 Reduktion der Karpfenteichwirtschaften um −75 %) zu verzeichnen ist, ist der Karpfen als Speisefisch in slawischen Staaten noch relativ beliebt, während der Konsum in Westeuropa rückläufig ist. International spielt der Karpfen nur in Asien und Europa eine größere Rolle, während er in Australien und Nordamerika als fremde, invasive Art betrachtet wird.
In Deutschland konzentriert sich die kleinbäuerliche Teichwirtschaft mit Karpfen im mittelfränkischen Aischgrund, namentlich in den Landkreisen Erlangen-Höchstadt und Neustadt-Bad Windsheim, wo in etwa 3.300 Teichen 25 % der Deutschen Speisekarpfen erzeugt werden. Grund für die Konzentration von Karpfenteichen sind die hohen Jahrestemperaturen in dieser Zone und das damit verbundene Wachstum der Karpfen. Außer in Bayern hat die Speisekarpfenproduktion in den Bundesländern Sachsen (Moritzburger Teiche, Oberlausitz) und Brandenburg eine größere Bedeutung. Dort herrscht im Gegensatz zu Süddeutschland zumeist die Betriebsform des Großbetriebes im Haupterwerb vor. In modernen Betrieben werden die betriebswirtschaftlichen Daten zur Karpfenproduktion wie z. B. Abfischungsdatum, Altersklassen, Stückzahl der Fische, Fischmasse in kg, und Verwendung wie Verkauf ab Teich, Verkauf ab Hälter im Jahresverlauf dokumentiert.

### Speisekarpfen als regionale Marke
Im Rahmen der Produktdifferenzierung werden auf dem Markt verschiedene Marken angeboten. Unter dem Oberbegriff der Marke Speisekarpfen haben sich diverse regionale Marken wie die österreichische Qualitätsmarke „Waldviertler Karpfen“, der „Aischgründer Karpfen“ oder der „Holsteiner Karpfen“ (800 Jahre Tradition in der Karpfenzucht) mit dem Zentrum in Reinfeld als Gütezeichen von Schleswig-Holstein etabliert.
Die Züchtung von Holsteiner Karpfen im Zisterzienserkloster in Reinfeld wurde erstmals im Jahr 1196 erwähnt. Seit 2007 war die Bezeichnung Holsteiner Karpfen – nach Förderung durch die Centrale Marketing-Gesellschaft der deutschen Agrarwirtschaft (CMA) – ebenso wie andere Spezialitäten der Region (Holsteiner Katenschinken, Kieler Sprotten etc.) als geographisch geschützte Angabe (g. g. A.) gesetzlich geschützt. Im Februar 2022 wurde die Eintragung jedoch auf Antrag des Verbandes der Binnenfischerei und Teichwirte Schleswig-Holstein e. V. mit der Begründung gelöscht, dass die wirtschaftliche Karpfenerzeugung aufgrund verschlechterter Rahmenbedingungen nicht mehr sichergestellt werden könne und erzeugende Betriebe ihren Eigenbedarf an Speisekarpfen nicht mehr selbst decken können. Gemäß der g. g. A. war bei Holsteiner Karpfen das Speisefischgewicht auf 1,5 Kilogramm bei einem Mindestalter von drei Jahren festgelegt. Auch für die Qualität des Fleisches existierten definierte Vorgaben an Farbe, Konsistenz und Fettgehalt. Entscheidend für die Herkunftsbezeichnung Holsteiner Karpfen war, dass die Fische in ihrem letzten Lebensjahr die Schlachtreife (Gewichtssteigerung um das Drei- bis Fünffache) in einem Schleswig-Holsteiner Gewässer (ca. 200 Familienbetriebe in Haupt- und Nebenerwerb auf einer Teichfläche von 2.000 Hektar) erreicht haben. Die Fütterung musste sich auf Getreide- und Sojaprodukte beschränken.

## Produktionsverfahren
Karpfen lassen sich bevorzugt in Gewässern mit höheren Wassertemperaturen, Schlamm- oder Sandgrund und Wasserpflanzen halten. Dabei ist von Vorteil, dass der Fisch auch geringere Sauerstoffgehalte (bis 4 mg/l) als beispielsweise Forellen toleriert. Das physiologische Optimum bei Karpfen liegt bei einer Wassertemperatur von 20 °C bis 28 °C, einem Sauerstoffgehalt von 5,0 bis 30 mg O2/l und einem pH-Wert von 7,0 bis 8,3.
Grundsätzlich wird zwischen extensiver und intensiver Bewirtschaftung unterschieden. Bei der extensiven Teichwirtschaft sind nährstoffreiche Gewässer ideal, da die Karpfen ihre Nahrung am Gewässerboden suchen. Durch das Gründeln der Karpfen am Boden wird viel Sediment im Wasser aufgewirbelt, was häufig zu einer Eintrübung des Gewässers führt. Der Nährstoffgehalt wird durch gezielte Düngung beeinflusst. Das Kalken der Teiche soll einer Übersäuerung vorbeugen. In stark sauren Gewässern wie in Torfstichen von Hochmooren ist die Karpfenhaltung nicht möglich.
Karpfenteiche sind natürliche oder künstliche Teiche, Weiher oder Seen kleiner bis mittlerer Größe, mit einer Mindesttiefe von 70 Zentimetern (flache Teiche ermöglichen bereits im Frühjahr eine schnelle Gewässererwärmung und Biomasseproduktion). Werden die Teiche im Winter nicht abgelassen, so ist eine Mindesttiefe von stellenweise 100 Zentimetern und mehr zu gewährleisten, um ein Absterben des Karpfenbestandes bei durchgehendem Frost und damit auftretenden Sauerstoffmangel zu verhindern; tiefe Teiche von über 150 Zentimetern Wassertiefe erwärmen sich im Frühjahr dementsprechend langsamer, haben dafür jedoch eine höhere Wärmespeicherkapazität, die im Herbst zum Abfischen der Speisekarpfen abgelassen werden können.
Hinsichtlich ihrer Wasserversorgung spricht man von Quellteichen (von Grundwasserquellen gespeist, meist Kaltwasser – Salmonidenteiche – und daher in der Regel für die Karpfenhaltung ungeeignet), Himmelsteichen (nur Niederschläge) oder Zuleiterteichen (Wasserzuführung aus Gräben). Bei der Anlage von Karpfenteichen sind zahlreiche gesetzliche Bestimmungen wie Wasserrecht, Naturschutzrecht, Fischereirecht, Tierschutzrecht, Veterinärrecht und Lebensmittelrecht zu beachten.
Innerhalb des Produktionsverfahrens werden Karpfenteiche nach Produktionsstufe in Laichteiche, Vorstreckteiche, Abwachsteiche Hälter und nicht abgelassene Winterteiche unterteilt. Karpfen tragen in ihrem ersten Jahr die Bezeichnung K0 (fressfähige Brut), im Frühjahr in den Monaten Mai/Juni Kv (vorgestreckte Brut) und im Sommer nach der Entwicklung in den Monaten Juli bis September K1 (einsömmrige Brut), im zweiten Jahr, in dem die Wachstumsperiode von April bis September dauert, K2 (zweisömmrige Setzlinge) und im dritten Jahr K3 (Speisekarpfen). Die Altersklassen der Fische werden aufgrund ihrer Nahrungskonkurrenz untereinander in der Praxis meist getrennt voneinander gehalten.  Als Faustregel gilt: auf einer Fläche von 10.000 Quadratmetern lassen sich mit 10.000 Jungkarpfen nach Abzug der Verluste 1.000 Kilogramm Karpfenfleisch erzeugen.
Mit der Wahl der Besatzdichte wird der Flächenzuwachs bestimmt. Stückzuwachs und Flächenzuwachs, beeinflusst durch Gewässerdüngung (hauptsächlich wachstumsbegrenzende Faktoren wie Stickstoff und Phosphor) als Intensivierungsmaßnahme, Fütterung und Wetterereignisse (Kalt- und Wärmeperioden) sind umgekehrt zueinander korreliert.

### Fütterung
Die Intensität der Bewirtschaftung richtet sich nach dem Grad des natürlichen Futteraufwuchses und dem Grad der Zufütterung durch Getreide oder Mischfuttermittel. Karpfen ernähren sich von bodenbewohnenden Kleinstlebewesen (Benthosorganismen), wobei die Größe der Nahrung mit der Größe der Jungkarpfen zunimmt. Der Nährstoffgehalt in der Trockensubstanz dieser Lebewesen besteht im Durchschnitt aus 40–60 % Protein, 10–30 % Fett sowie unverdaulichen Kohlenhydraten (Chitinpanzer der Insekten). Bei Wassertemperaturen von 20 °C bis 26 °C nehmen Karpfen fast ununterbrochen Nahrung auf und an Gewicht zu. Bei entsprechend hohem Nährstoffgehalt und langer Wachstumsperiode können zweisömmrige Karpfen zwischen 0,5 und 0,75 Kilogramm pro Jahr zunehmen. Bei entsprechendem Nahrungsangebot können auch jährliche Zuwachsraten von 0,75 bis 1,0 Kilogramm erreicht werden. Die Gewichtszunahme wird durch Kraftfutterpellets gesteuert. Karpfen haben unter den Cypriniden eine sehr hohe Wachstumsgeschwindigkeit, denn aus einer ein Milligramm schweren Fischlarve kann innerhalb eines Jahres bei entsprechendem Nahrungsangebot und Wassertemperaturen von über 20 °C ein mehr als ein Kilogramm schwerer Fisch werden.
Karpfen gehören zu den wärmeliebenden Fischarten, sind jedoch nicht warmstenotherm. So wird auch die kalte Jahreszeit bei Wassertemperaturen um 0 °C überstanden, jedoch mit Gewichtsverlusten. Die Karpfenproduktion in Mitteleuropa wurde nur durch die Teichhaltung möglich, da hier höhere Temperaturen als in tiefen Naturseen erreicht werden.
Als Futtermittel für Karpfen dienen häufig Getreideprodukte (GZF – Getreidezufütterung) aus Weizen, Roggen oder Mais, da die natürliche Stärke gut verdaulich ist. Der Zuwachs liegt etwa bei 600–1000 kg/ha. Mischfutter aus Extrudaten oder Pellets findet dagegen aufgrund der hohen Faktorkosten nur bedingt Anwendung.

### Aufzucht
Geschlechtsreife Laichkarpfen können entweder in eigenen Laichteichen (flache Teiche mit Unterwasserpflanzenbewuchs als natürliche Eiablage) oder durch Manipulation, dem Abstreifen (Stripping) von Milchner und Rogner Nachkommen erzeugen. Aus den befruchteten Fischeiern schlüpfen die Larven, im Anfangsstadium mit Dottersack, später als schwimmfähige Brut. Die Jungfische werden entsprechend ihrem Nahrungsbedürfnis herangezogen, bis sie als zwei- bzw. dreisömmrige Fische ein marktfähiges Schlachtgewicht erreicht haben. Sie werden dabei in Monokultur oder Polykultur (zusammen mit anderen Fischarten) gehalten.

### Nebenfische
Bei der extensiven Teichhaltung werden zur Ausnutzung weiterer ökologischer Nischen häufig sogenannte „Nebenfische“ gehalten. Darunter versteht man Arten, die ebenso wie der Karpfen wirtschaftlich genutzt werden und ohne größere interspezifische Konkurrenz und mit einem hohen Maß von Verträglichkeit neben dem Karpfen als Hauptfisch gehalten werden können.
Der wichtigste Nebenfisch ist die Schleie (Tinca tinca), die ähnliche Ansprüche an Gewässertyp und Nährstoffgehalt an das Gewässer stellt wie der Karpfen. Auch sie findet sich häufig in „Warmwasserteichen“ und übersteht das Abfischen meist ohne lebensbedrohenden Stress. Auch Schleien ernähren sich überwiegend von Organismen am Gewässergrund und haben darüber hinaus eine besondere Nahrungsaffinität gegenüber Schnecken (z. B. Schleischnecke Bithynia) und Muscheln, sowie Zooplankton. Schleien erreichen nicht die hohen Wachstumsraten des Karpfens.
Auch Raubfische können als Nebenfische im Karpfenteich vorkommen:
- Die ökologischen Ansprüche von Hechten sind denen des Karpfens sehr ähnlich. Aufgrund ihres kannibalistischen Verhaltens (ältere Hechte ernähren sich von kleineren „Grashechten“) ist eine intensive Hechthaltung nicht möglich,[1] und so wird der Hecht als Beifisch mit geringer Besatzdichte in Karpfenteichen gehalten.
- Bei bestimmten Bedingungen kann auch der Zander (Sander lucioperca) in Polykultur mit dem Karpfen gehalten werden.[1] Im Gegensatz zum Hecht ist der Zander kein Sichträuber, so dass er auch im trüben und aufgewühlten Wasser eines Karpfenteiches keine Beeinträchtigung in seinem Jagdverhalten findet. Gegen eine Zanderhaltung zusammen mit dem Karpfen spricht seine Vorliebe für harten Gewässergrund und seine ausgesprochene Empfindlichkeit gegen Verschmutzung der Kiemen und Berührung der Schleimhaut und Schuppen beim Abfischen.[1]
- Als dritte Raubfischart kann der Besatz mit Welsen (Silurus glanis) in Erwägung gezogen werden.

In China werden Karpfen zusammen mit verwandten Arten wie Graskarpfen (Ctenopharygodon idella), Silberkarpfen (Hypophthalmichthys molitrix) und Marmorkarpfen (Hypophthalmichthys nobilis) gehalten. Diese Art von Polykultur hat sich seit Hunderten von Jahren bewährt, da diese Arten ein abweichendes Ernährungsspektrum als der Karpfen besitzen und sich daher ergänzen. Graskarpfen fressen höhere Wasserpflanzen, Silber- und Marmorkarpfen ernähren sich von Phytoplankton.

## Züchtung
Bei Karpfen unterscheidet man zwischen zwei genetisch differenzierten Unterarten: der europäisch-transkaukasischer Karpfen (Cyprinus carpio carpio) und der fernöstlich oder amuro-chinesischer Karpfen (Cyprinus carpio haemotopterus). Insgesamt entwickelten sich Wildkarpfen aus drei Genzentren: Europa-Vorderasien (Cyprinus carpio carpio), Fernost (Cyprinus carpio haemotopterus) und Südostasien (Cyprinus carpio viridiviolaceus). Diese Hypothese wurde mit molekularen Markern nachgewiesen. Es wurde festgestellt, dass die Morphologie der Beschuppung von zwei autosomalen Genpaaren, die nicht miteinander gekoppelt sind, gesteuert wird. Diese Tatsache wird zur Züchtung der drei Schuppenvarianten Schuppenkarpfen (Genotyp SSnn oder Ssnn), Spiegelkarpfen (ssnn) und Nacktkarpfen (ssNn) verwendet.
Nur Spiegelkarpfen und homozygote Schuppenkarpfen lassen sich reinerbig vermehren, Zeil- und Nacktkarpfen nur spalterbig mit einer Nachkommengeneration deren Beschuppung nicht den Eltern gleicht. Karpfenzüchter fanden heraus, dass zwischen Leistungsfähigkeit wie Wachstumsrate, Vitalität, u. a. und Beschuppung ein pleiotroper Effekt besteht. Schuppen- und Spiegelkarpfen zeigen von allen Schuppenvarianten die höchste Leistungsfähigkeit und haben sich daher weltweit durchgesetzt. Wildkarpfen und Zuchtkarpfen unterscheiden sich in erster Linie durch ihre unterschiedliche Morphologie. Während Wildkarpfen, v. a. aus Fließgewässern, einen stromlinienförmigen Körperbau haben, sind Teichkarpfen zumeist hochrückig. Der „Aischgründer Karpfen“ zeigt dabei sogar eine extreme Hochrückigkeit, welche durch einen Defekt der Wirbelsäulenknochen (Chondrodystrophie) zustande kommt.
In der heutigen Karpfenzucht finden die unterschiedlichen Methoden der Selektion, der Hybridisierung, der Polyploidie (triploide und tetraploide Gensätze), Kreuzung, der Gynogenese (Geschlechtskontrolle, Aufzucht von raschwüchsigen Weibchen/Rognern), des Gentransfers mithilfe von Vektoren und der Kreuzung mit anderen Arten ihre Verwendung.
Züchtungsziele beim Karpfen sind:
- hohe Wachstumsleistung bei günstiger Futterverwertung
- Vitalität
- hohe Qualität von Karpfenfleisch als Lebensmittel

In den 1960er Jahren gelang Professor Dr. Reinhold von Sengbusch vom Max-Planck-Institut für Kulturpflanzenzüchtung (heute Bundesforschungsanstalt für Fischerei, Außenstelle in Ahrensburg) und Dr. Christoph Meske (Zoologe) der Durchbruch bei der Verbesserung der Wachstumsgeschwindigkeit und der Futterverwertung beim Karpfen. Das ursprüngliche Zuchtziel bestand in einer Reduktion der Zwischenmuskelgräten, welche den Karpfen als Speisefisch bei einigen Konsumenten unbeliebt machten. Aus Platzgründen wurde die Besatzdichte in den Hälterbecken auf vier Kilogramm Karpfen in 40 Liter Wasser reduziert, was der damaligen Lehrmeinung, dass auf eine Tonne Karpfen 20.000 Tonnen Wasser entfallen müssen, widersprach. Die Karpfen zeigten dennoch eine sehr gute Wachstumsleistung. Auch wurde der Futterquotient von 1:15 (1 kg Fisch auf 15 kg Futter) auf 1:2 reduziert. Dies übertraf sogar die Leistung von Mastschweinen, welche eine Futterverwertung von 1:3 aufwiesen. Das entscheidende Kriterium war jedoch die Warmwasserhaltung der Karpfen bei konstant 23 °C Wassertemperatur, welche eine kontinuierliche Gewichtszunahme erlaubte. Nach einer nur einjährigen Haltung und bei dosierter Automaten-Fütterung mit einem konzentrierten Mastfutter aus Getreide, Fischmehl, Garnelen und Sojabohnen erreichten die Fische durchschnittliche Gewichte von 1,5 Kilogramm, das Zwanzigfache an Gewicht, welches sie in einem Wildgewässer erreicht hätten. von Sengbusch regte an, die Karpfenhaltung mit Warmwasser aus Kern- oder Kohlekraftwerken zu betreiben.
Im Laufe der europäischen Züchtungsgeschichte bildeten sich lokale Populationen des Karpfens, in sogenannten Landrassen heraus, welche an die jeweils vorherrschenden Klima- und Umweltbedingungen angepasst sind. In Ungarn wird im Research Institute for Fisheries, Aquaculture and Irrigation in Szarvas eine Genbank zur Erhaltung unterschiedlicher Karpfenrassen in Europa betrieben. Zusammen mit Forschern aus Vietnam werden Methoden entwickelt, um das vorhandene Genmaterial beim Karpfen zu sichern. Die Populationsgenetik des Karpfens ist bislang noch wenig verstanden. Phylogenetische Studien wurden bislang nur von Karpfen auf Fischfarmen und nicht in Wildgewässern gemacht. Diese Untersuchungen beschränkten sich auf Unterschiede zwischen den Unterarten, der genetischen Variabilität zwischen ihnen und die genetische Distanz zwischen ihnen.

### Wachstumsobergrenze
In einer Studie wurde das Längen- und Gewichtswachstum eines synthetischen Spiegelkarpfenstammes (HSM – Hungarian Synthetic Mirror Carp) in Tschechien untersucht. Dabei stellte man fest, dass beide Merkmale miteinander korreliert sind. Karpfen, denen ein Forellengen eingepflanzt wurde, zeigten ebenfalls ein deutlich verbessertes Wachstum.
In der Angelfischerei auf Karpfen (Zielfischangeln der Specimen Hunting Groups) spielt das maximal erreichbare Endgewicht eine große Rolle. Die biologische Obergrenze des Wachstums beim Karpfen scheint noch nicht erreicht zu sein. Im Juli 2013 wurde im französischen Etang de la Saussaie bei Nancy ein über 45 Kilogramm schwerer Schuppenkarpfen tot aufgefunden. Im Euro Aqua See, in der Nähe des Balaton in Ungarn, wurde im Jahr 2012 ein Exemplar eines Spiegelkarpfens mit einem Gewicht von 46 Kilogramm gefangen. Beides sind privat betriebene Angelseen, die regelmäßig mit fangfähigen und zu extremen Gewichten gemästeten Fischen besetzt werden, daher lassen sich keine allgemeingültigen Aussagen über das Abwachsen von Karpfen in Wildgewässern ableiten.

## Karpfenkrankheiten
Zu den wirtschaftlich wichtigen Karpfenkrankheiten gehören folgende:
- Karpfenlaus (Argulus foliacaeus), Ektoparasit
- Fischegel (Piscicula geometra und Hemiclepsis marginata), blutsaugende Ektoparasiten, befallen bevorzugt größere Karpfen, Gefahr bei Massenbefall durch Blutverlust und Übertragung von Infektionskrankheiten[48]
- Grieskörnchen- oder Weißpünktchenkrankheit, auch Ichthyophthiriose (Ichthyophthirius multifiliis), Parasitose, verursacht durch ein Wimperntierchen, Fische magern ab
- Trichodina, parasitäres Wimperntierchen
- Chilodonella oder Hauttrüber, parasitäres Wimperntierchen
- Fischschimmel (Saprolegniaceen), Pilzbefall kann durch die Verletzung der Schleimschicht entstehen
- Kiemenfäule (Branchiomykose), häufig bei K2 und K3, Pilzbefall nach Eutrophierung (Entenkot, Überfütterung, Algenblüte) und in Gewässern, die sich etwa in Hitzeperioden übermäßig erwärmt haben. Ausfallverluste bis 50 % sind möglich[49]
- Bauchwassersucht (Geschwürform der infektiösen Bauchwassersucht), von Trypanosomen verursacht, es handelt sich um verschiedene Krankheitsformen, die ein übermäßiges Aufquellen des Bauches verursachen.

Die Kontrolle der bekannten Karpfenkrankheiten spielt vor allem bei intensiver Massenhaltung und hoher Besatzdichte eine große Rolle für den wirtschaftlichen Erfolg in der Karpfenproduktion.